# Wäinötär
Wäinötär is een Finse popgroep met traditionele instrumenten.
Hun debuutalbum kwam in 2005 uit.

## Discografie

### Albums
- Wäinötär (2005)
- Vala (2005)

### Singles
- Kihlaus (2005)